# Milan Rastislav Štefánik
Milan Rastislav Štefánik (født 21. juli 1880 i Košariská, død 4. maj 1919 i Ivanka pri Dunaji) var en slovakisk astronom, meteorolog, videnskabsmand, general og politiker. Han regnes, sammen med Tomáš Masaryk
og Edvard Beneš, for grundlægger af Tjekkoslovakiet i 1918.
Štefánik blev i 1904 doktor i filosofi på universitetet i Prag, hvorfra han samme år rejste til Paris. Han deltog i talrige astronomiske ekspeditioner til bl.a. Mont Blanc og Tahiti. Han blev kendt i indflydelsesrige franske kredse. Det var takket være Štefánik at T.G. Masaryk i begyndelsen af 1916 kom til en audiens både hos den franske premierminister Aristide Briand og parlaments formand Paul Deschanel. Masaryk fremlagde for dem sine tanker om det nye Europa, om Østrigs opløsning og det tjekkiske folks ønske om selvstændighed. Efter Tjekkoslovakiets oprettelse blev Štefánik udnævnt til krigsminister i den første regering. På vej hjem, fra Italien til Slovakiet, forulykkede hans fly i Vajnor ved Bratislava. Samtlige personer i flyet omkom. Štefánik fik en statsbegravelse og i løbet af næste 10 år blev der bygget en storslået begravelsesplads i Bradlo, tæt ved hans fødested.